# Marc Ellis
Marc Christopher Gwynne Ellis (Wellington, 8 ottobre 1971) è un ex rugbista a 13 e a 15, imprenditore e conduttore televisivo neozelandese, utility back nel rugby a 15, tre quarti centro nel 13 e internazionale doppio per la Nuova Zelanda in entrambi i codici della disciplina.

## Biografia
Benché nativo di Wellington, Ellis esordì nel campionato nazionale provinciale con Otago nel 1991; già nel 1992 fu convocato negli All Blacks per i quali esordì contro un XV sudafricano, e nel 1993 disputò il suo primo test match, a Edimburgo contro la Scozia.
Prese parte alla Coppa del Mondo di rugby 1995 in Sudafrica, nel corso della quale, in occasione di una vittoria per 145-17 contro il Giappone, marcò sei mete in un singolo incontro, record per la Coppa tuttora imbattuto.
La sua ultima partita per la Nuova Zelanda fu la finale persa contro il Sudafrica, dopodiché passò professionista nel rugby a 13, militando per due stagioni negli Auckland Warriors e rappresentando i Kiwi (la Nazionale neozelandese a tredici) in 5 occasioni.
Tornato al rugby a 15 nel 1998, militò fino al 2000 nell'unione provinciale di North Harbour, poi chiuse la carriera agonistica.
Dopo il ritiro divenne imprenditore nel campo alimentare, co-fondando un'impresa di produzione di succhi di frutta, e dedicandosi anche all'attività di commentatore televisivo; nel 2005 fu coinvolto in un'inchiesta giudiziaria per avere acquistato alcune pillole di ecstasy per uso personale, e nel 2007 si segnalò per avere provocato l'esplosione di circa 600 kg di esplosivo in un cratere spento di un vulcano sull'isola di Rangitoto per dare l'impressione di un'eruzione, a scopi pubblicitari, anche se il dipartimento dei beni ambientali neozelandese condannò l'accaduto denunciando anche il rischio di un possibile incendio boschivo con conseguente disastro ambientale se vi fossero state fiamme libere a colpire la vegetazione circostante.
Marc Ellis dopo il divorzio dalla sua ex-moglie Augustina Mon nel 2006, iniziò una nuova relazione con l’italiana Linda Codegoni con cui ebbe una figlia. 
Linda ebbe una figlia anni prima che i due si conoscessero, chiamata Zena.